# Schloss Greding

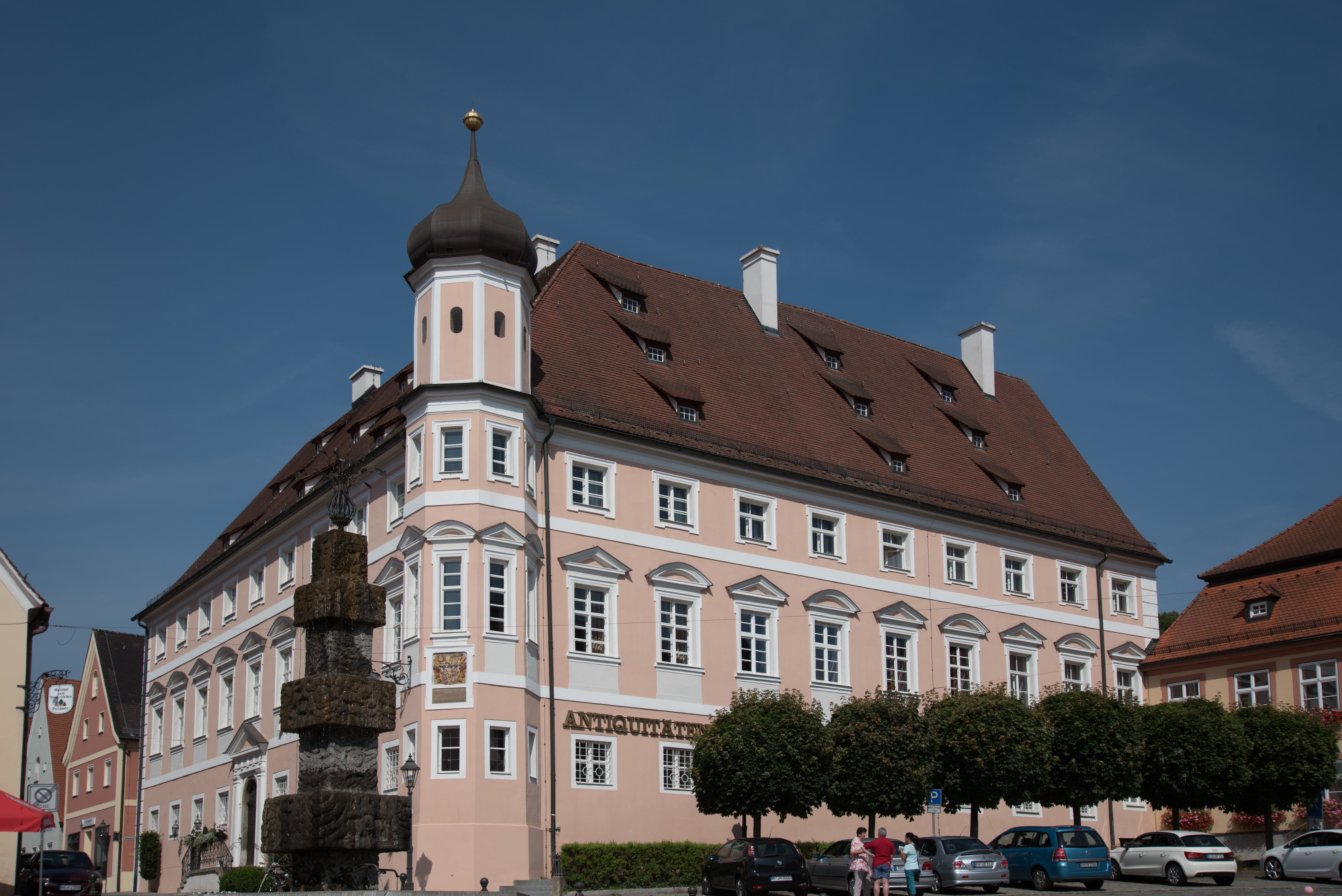
Das frühere Schloss und Amtsgebäude

Das Fürstbischöfliche Schloss Greding in Greding war bischöflich-eichstättische Sommerresidenz und später Amtsgebäude, heute ist es im Besitz der Stadt.

## Geschichte
Das Schloss wurde unter dem Eichstätter Fürstbischof Johann Euchar Schenk von Castell (1685–1697) von Hofbaumeister Jakob Engel erbaut. Das Schloss war als bischöfliche Sommerresidenz Ausgangspunkt für zahlreiche Jagden des Landesherrn in den umliegenden Wäldern mit ihrem reichen Wildbestand. Bedingt durch die Säkularisation unterzeichnete der letzte Eichstätter Fürstbischof Joseph Graf von Stubenberg (1790–1802/24), am 27. November 1802 im Gredinger Schloss seine Abdankungsurkunde als weltlicher Fürst. Greding kam an Bayern. Das Schloss wurde durch Bayern als Landgericht und später als Amtsgericht und Finanzamt genutzt. Es ist heute im Besitz der Stadt.

## Baubeschreibung
Das ehemalige Schloss ist ein Baudenkmal (Denkmal-Nr. D-5-76-122-79):
Ehemaliges fürstbischöfliches Schloss, dann Landgericht und Rentamt : Zweiflügeliger, zweigeschossiger Satteldachbau mit Mezzaningeschoss und polygonalem Eckerkerturm mit Zwiebelhaube, barock, wohl von Jakob Engel, bezeichnet „1696“
Ehemaliger Amtsgerichtsstadel, großer Massivbau mit Steilsatteldach, bezeichnet „1688“